# Paracyatholaimus paucipapillatus
Paracyatholaimus paucipapillatus är en rundmaskart som beskrevs av Gerlach 1955. Paracyatholaimus paucipapillatus ingår i släktet Paracyatholaimus och familjen Cyatholaimidae. Inga underarter finns listade i Catalogue of Life.